# Редуєшть
Редуєшть, Редуєшті (рум. Răduiești) — село у повіті Васлуй в Румунії. Входить до складу комуни Делешть.
Село розташоване на відстані 276 км на північний схід від Бухареста, 12 км на північний захід від Васлуя, 51 км на південь від Ясс, 145 км на північ від Галаца.

## Населення
За даними перепису населення 2002 року у селі проживали 230 осіб, з них 229 осіб (99,6%) румунів. Усі жителі села рідною мовою назвали румунську.